# 군위 분기점
군위 분기점(軍威分岐點, Gunwi Junction, 군위JC)은 대구광역시 군위군 효령면 내리리에 설치된 중앙고속도로와 영천상주고속도로가 만나는 분기점이다.

## 연혁
- 2012년 4월 4일 : 분기점 신설을 위해 구미시 도시계획시설 교통광장에 장천면 오로리 일원을, 군위군 도시계획시설 교통광장에 효령면 내리리 일원을 고시[1]
- 2017년 6월 28일 : 상주영천고속도로 개통과 함께 통행 개시[2]

## 구조물 정보
- 위치 : 대구광역시 군위군 효령면 내리리
- 영업소 : 대구광역시 군위군 효령면 불곡길 175-33

## 접속하는 노선

### 부산・춘천방면
- 중앙고속도로 (17-1번)

### 상주・영천방면
- 영천상주고속도로 (3번)

## 교통량 정보
원톨링 시스템에 의해 집계된 영천상주고속도로를 통과한 차량 기준이다.
| 요금소                   | 통행량 (대/일) | 통행량 (대/일) | 통행량 (대/일) | 각주  |
| 요금소                   | 2017년         | 2018년         | 2019년         | 각주  |
| ------------------------ | -------------- | -------------- | -------------- | ----- |
| 군위분기점 입구 (폐쇄식) | 196            | 0              | 0              | [ 3 ] |
| 군위분기점 출구 (폐쇄식) | 1,368          | 2,612          | 3,127          | [ 3 ] |